# Scheinkrokusse
Die Scheinkrokusse (Romulea), auch Sandkrokusse genannt, sind eine Pflanzengattung innerhalb der Familie der Schwertliliengewächse (Iridaceae). Die etwa 114 Arten sind hauptsächlich im Mittelmeerraum und im südlichen Afrika verbreitet; das Zentrum der Artenvielfalt ist Südafrika.

## Beschreibung

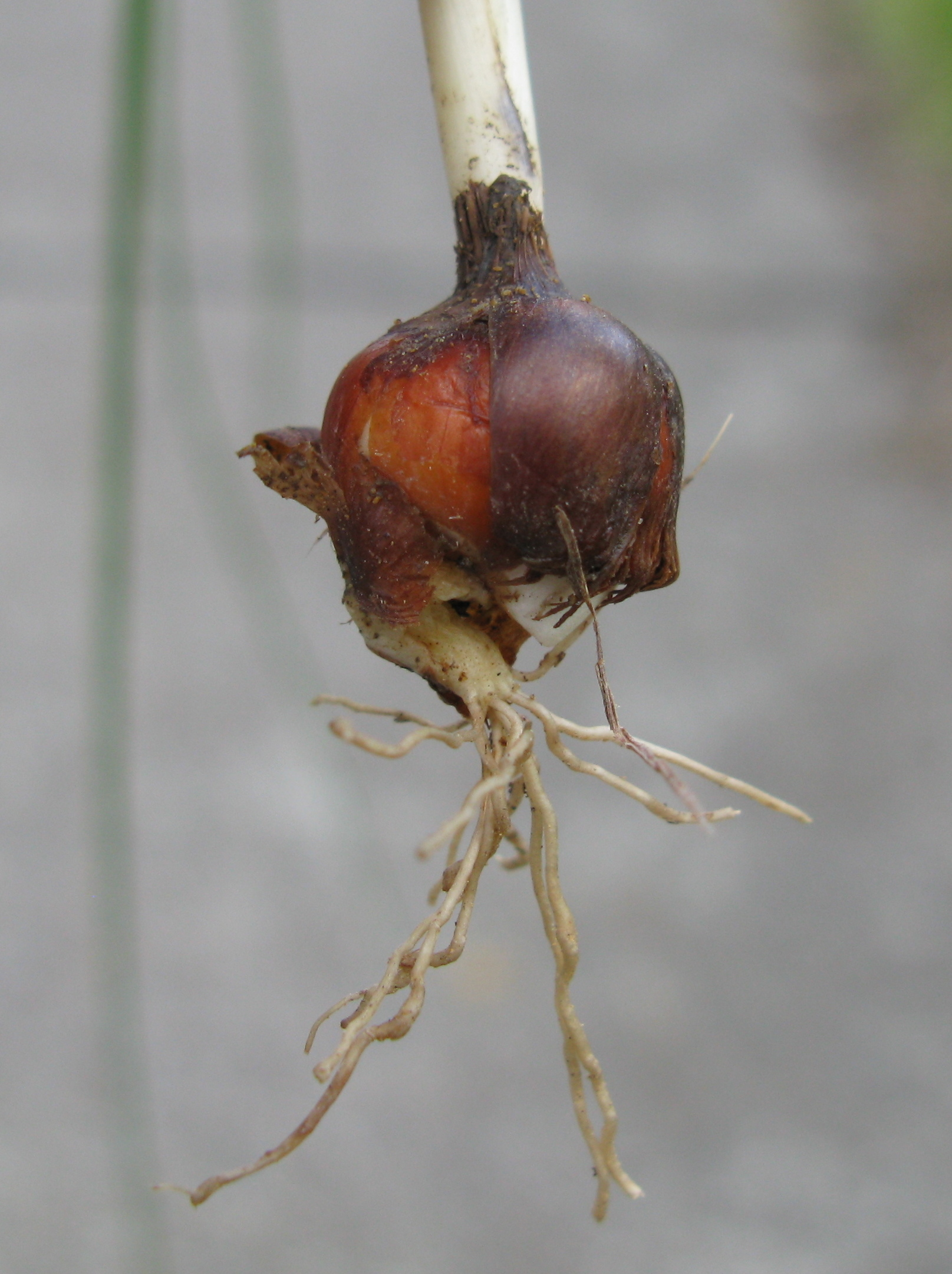
Unterirdische Pflanzenteile von Untergattung Spatalanthus Sektion Spatalanthus: Romulea rosea

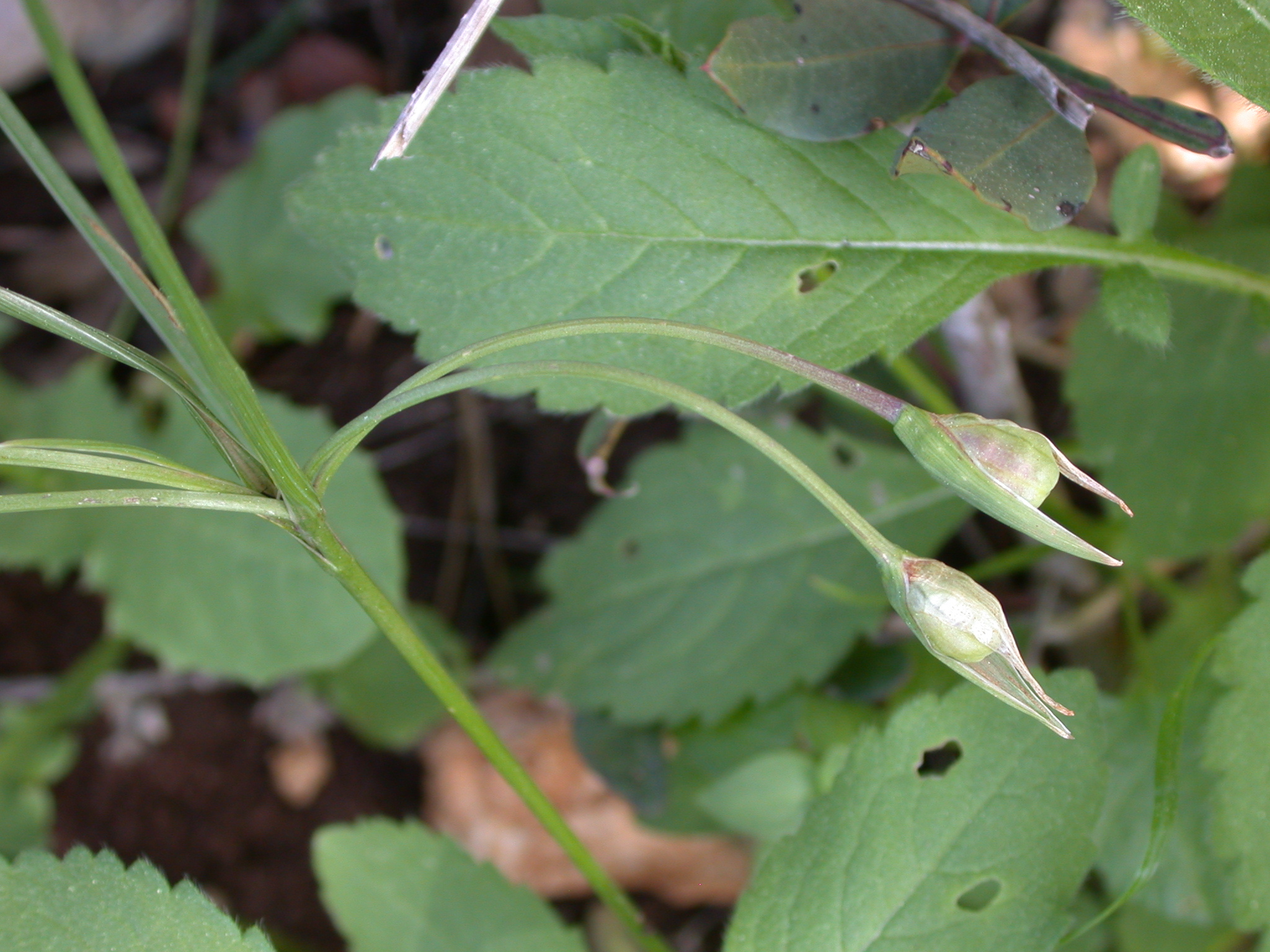
Unreife Früchte von Untergattung Romulea Sektion Romulea: Romulea phoenicia

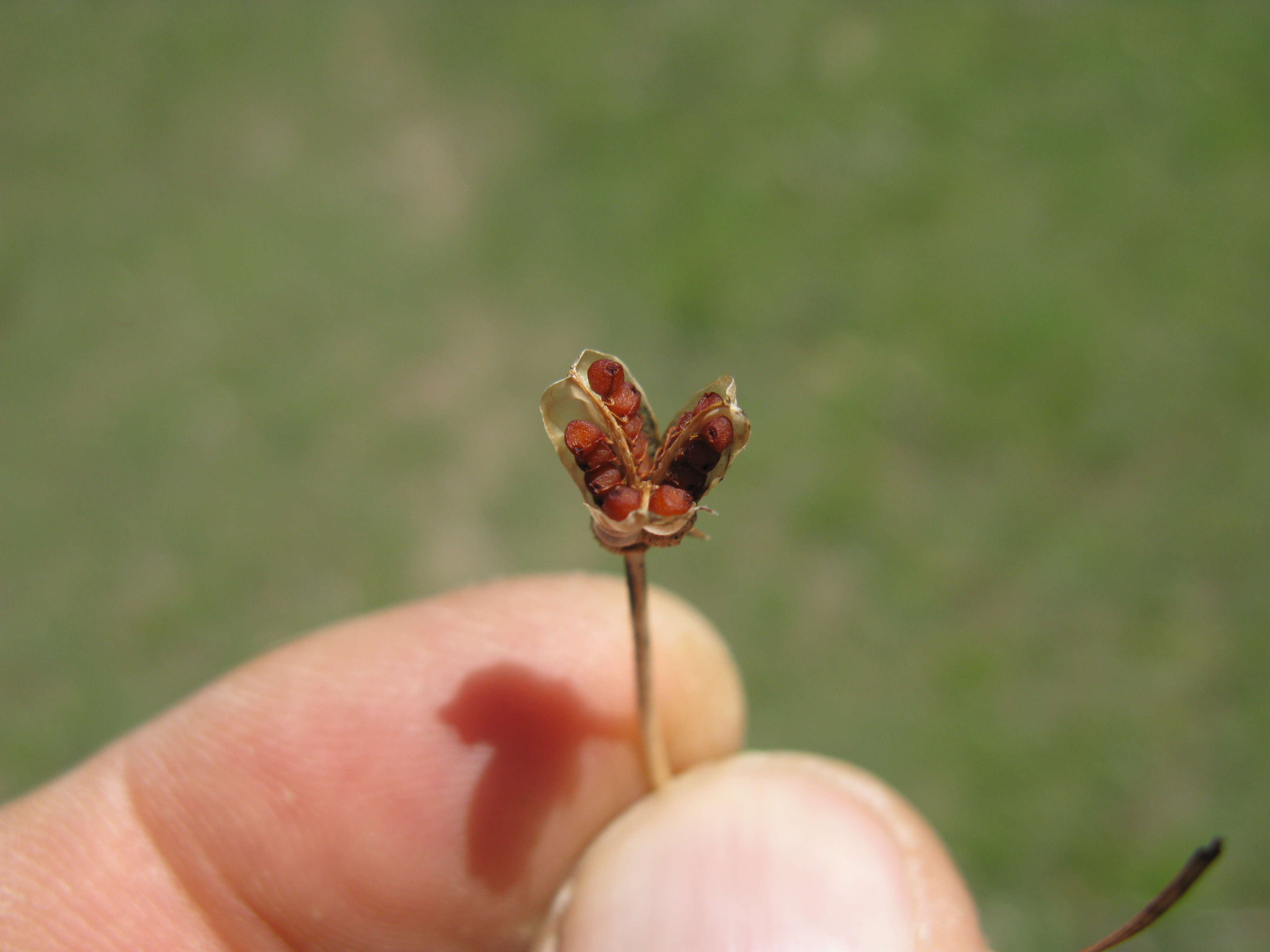
Reife, offene Frucht mit Samen von Untergattung Spatalanthus Sektion Spatalanthus: Romulea rosea

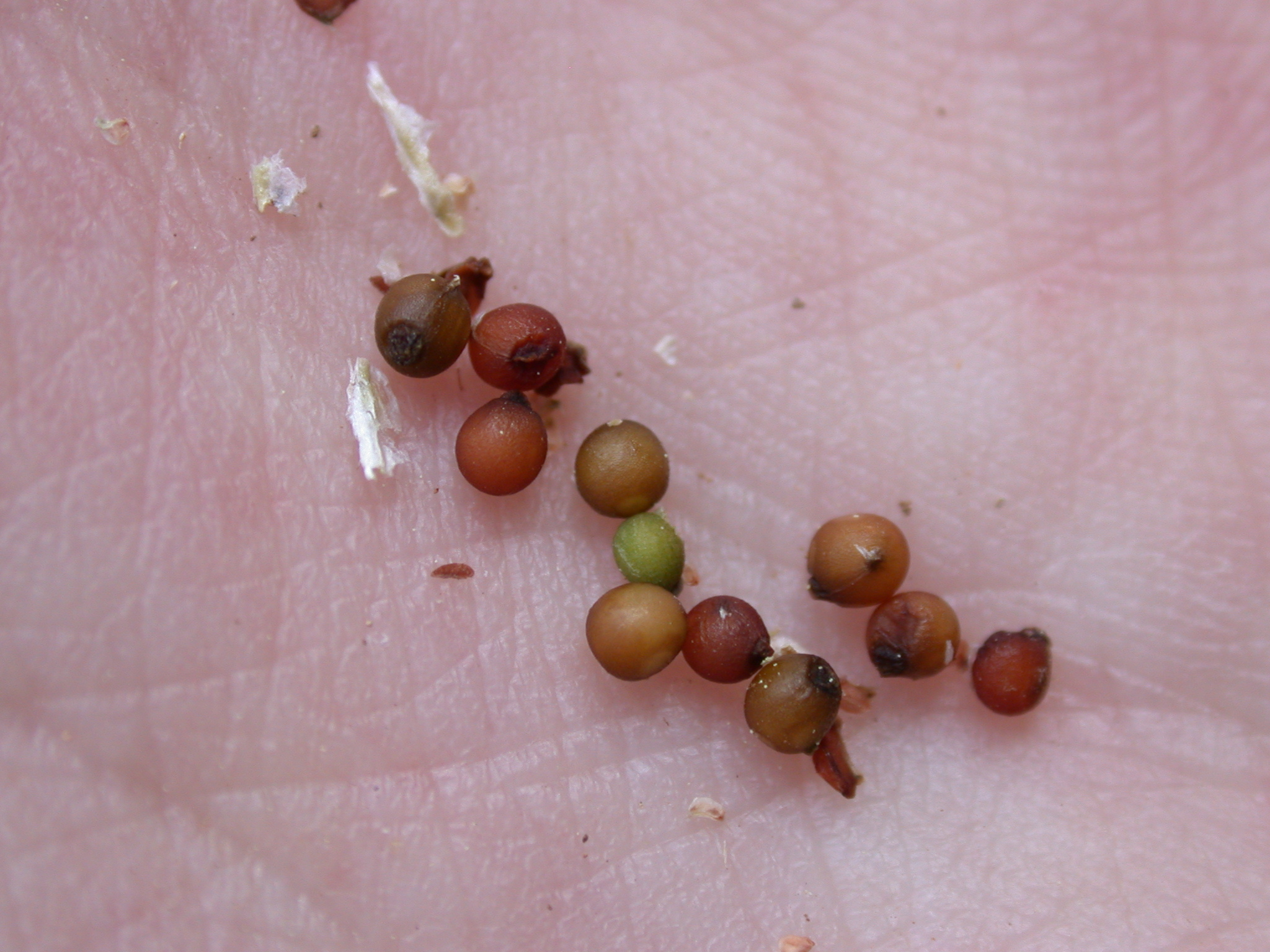
Samen von Untergattung Romulea Sektion Romulea: Romulea phoenicia

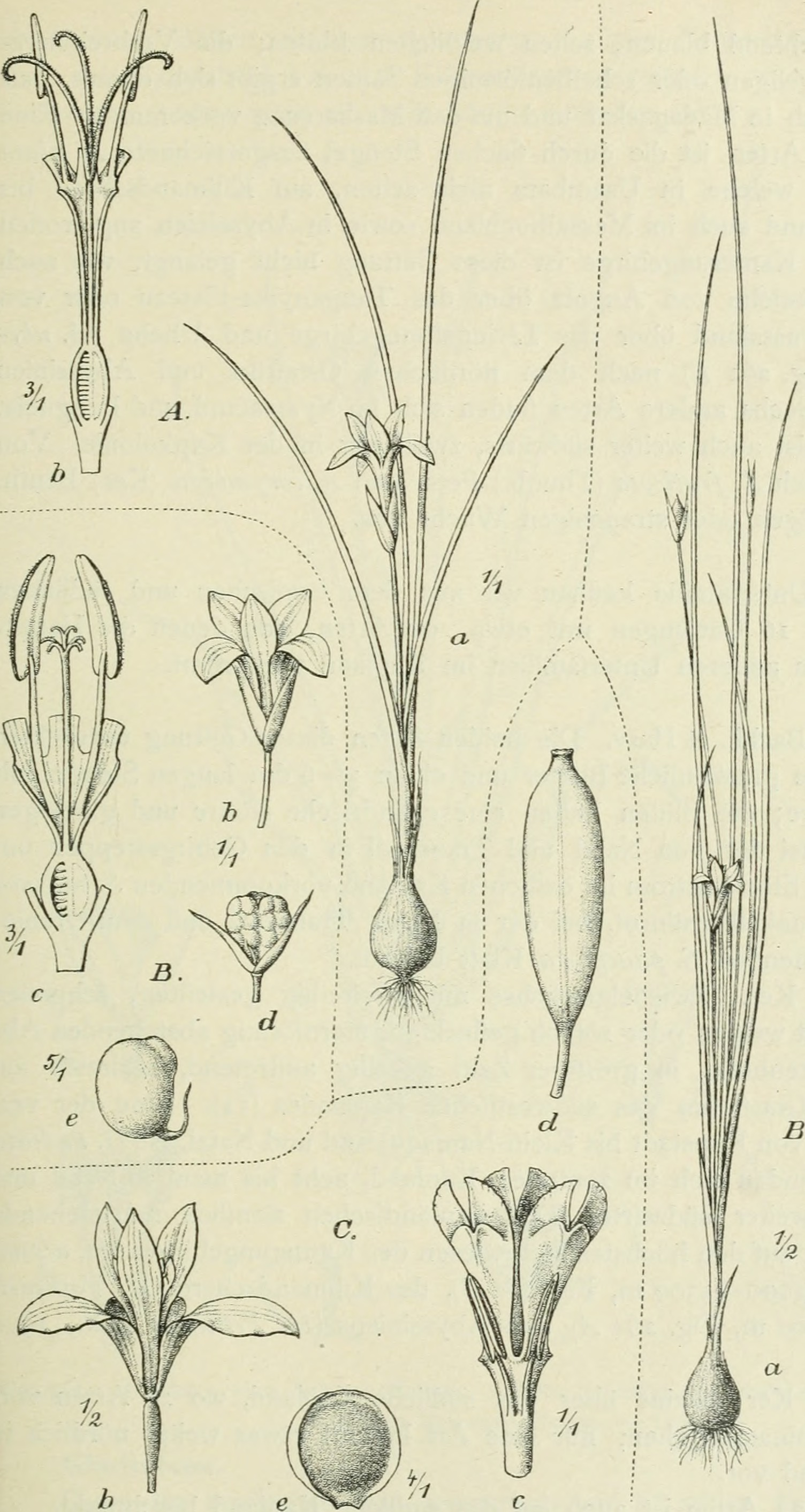
Illustration aus Adolf Engler: Die Pflanzenwelt Afrikas, insbesondere seiner tropischen Gebiete – Grundzüge der Pflanzenverbreitung im Afrika und die Charakterpflanzen Afrikas, 1910, Fig. 260: A) Romulea linaresii Pari, subsp. abyssinica Beg. a Habitus, b Andröceum und Gynäceum im Längsschnitt. B) Rom. campanuloides Harms, a Habitus, b Blüte, c Andröceum und Gynäceum im Längsschnitt, d Frucht, c Same. C) Moraea bella Harms, a ganze Pflanze, b Blüte, c Griffel mit den Staubblättern, d Frucht, e Same.

### Vegetative Merkmale
Romulea-Arten wachsen als laubabwerfende oder seltener immergrüne, ausdauernde, krautige Pflanzen. Sie bilden sehr unterschiedlich geformte Knollen mit je nach Art unterschiedlichen Umhüllungen („Tunika“) als Überdauerungsorgane aus. Die grundständigen, einfachen Laubblätter sind unifacial, linealisch bis fadenförmig und parallelnervig mit meist zwei Rillen (mehr Rillen gibt es nur bei den beiden Arten der Serie Aquaticae). Der Blattrand ist glatt.

### Generative Merkmale
Die nur kurzen, verzweigten, ährigen Blütenstände ragen oft nicht über die Erdoberfläche hinaus und enthalten eine ungestielte Blüte je Verzweigung. Die Tragblätter besitzen einen häutigen Rand. Es sind zwei ledrige, grüne Deckblätter je Blüte vorhanden.
Die Blüten duften meist nicht. Die zwittrigen Blüten sind radiärsymmetrisch und dreizählig. Die sechs fast gleich geformten Blütenhüllblätter sind kurz glockenförmig verwachsen. Die Farben der Blütenhüllblätter reichen von meist weiß über gelb bis orangefarben (orange-braun) oder rosafarben. Es ist nur ein Kreis mit drei meist freien, fertilen Staubblättern vorhanden. Drei Fruchtblätter sind zu einem unterständigen Fruchtknoten verwachsen mit 20 bis 50 Samenanlagen je Fruchtknotenkammer. Der Griffel endet in meist sechs, selten drei Narbenästen.
Bei vielen Arten wächst der Stängel nach der Befruchtung bis zur Fruchtreife und ragt dann über die Erdoberfläche hinaus. Die dreifächerigen Kapselfrüchte enthalten 20 bis 100 Samen. Die ungeflügelten, kugeligen Samen sind hell bis dunkelbraun und meist glatt.

## Systematik und Verbreitung

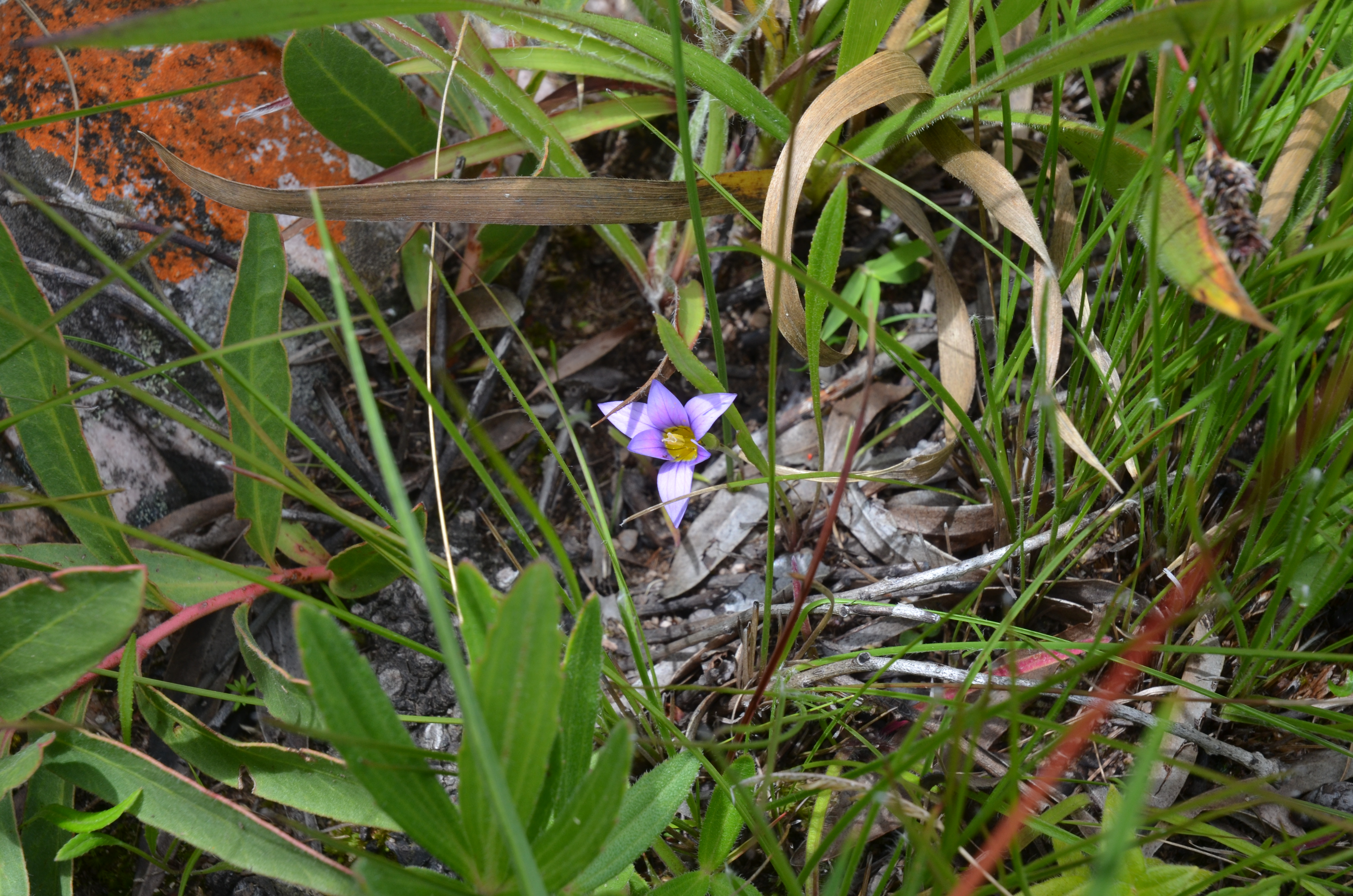
Untergattung Romulea Sektion Romulea: Romulea camerooniana

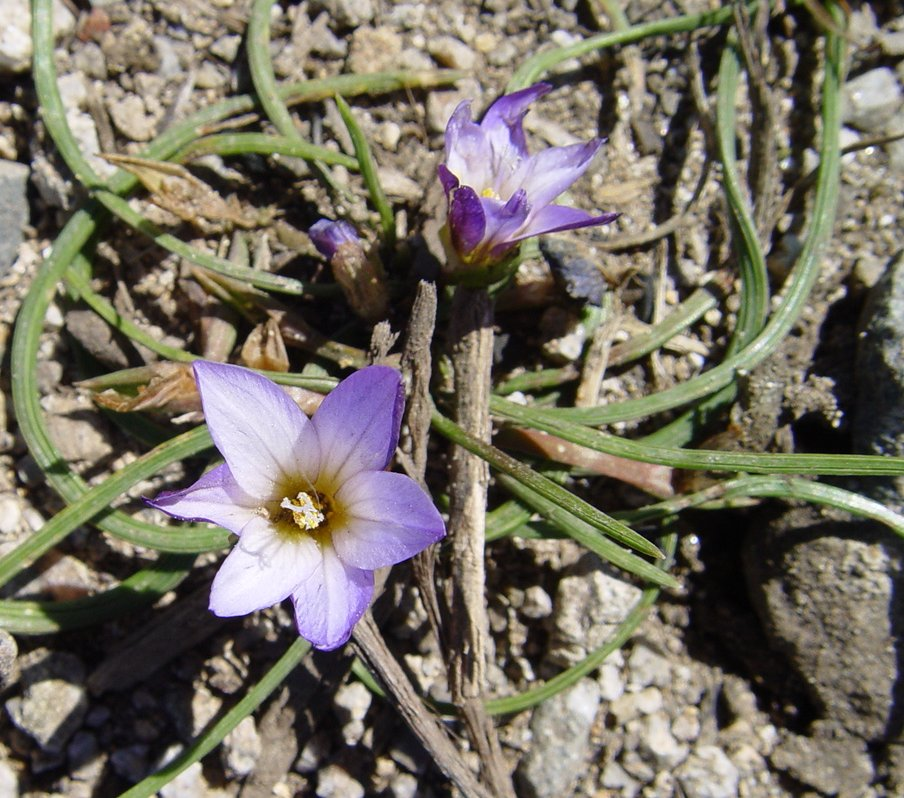
Untergattung Romulea Sektion Romulea: Großblütiger Scheinkrokus (Romulea bulbocodium)

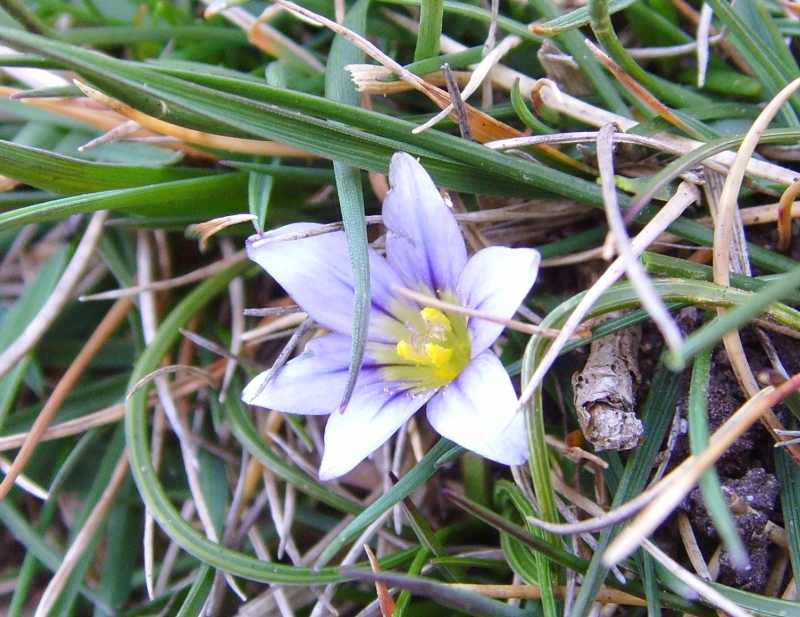
Untergattung Romulea Sektion Romulea: Romulea columnae

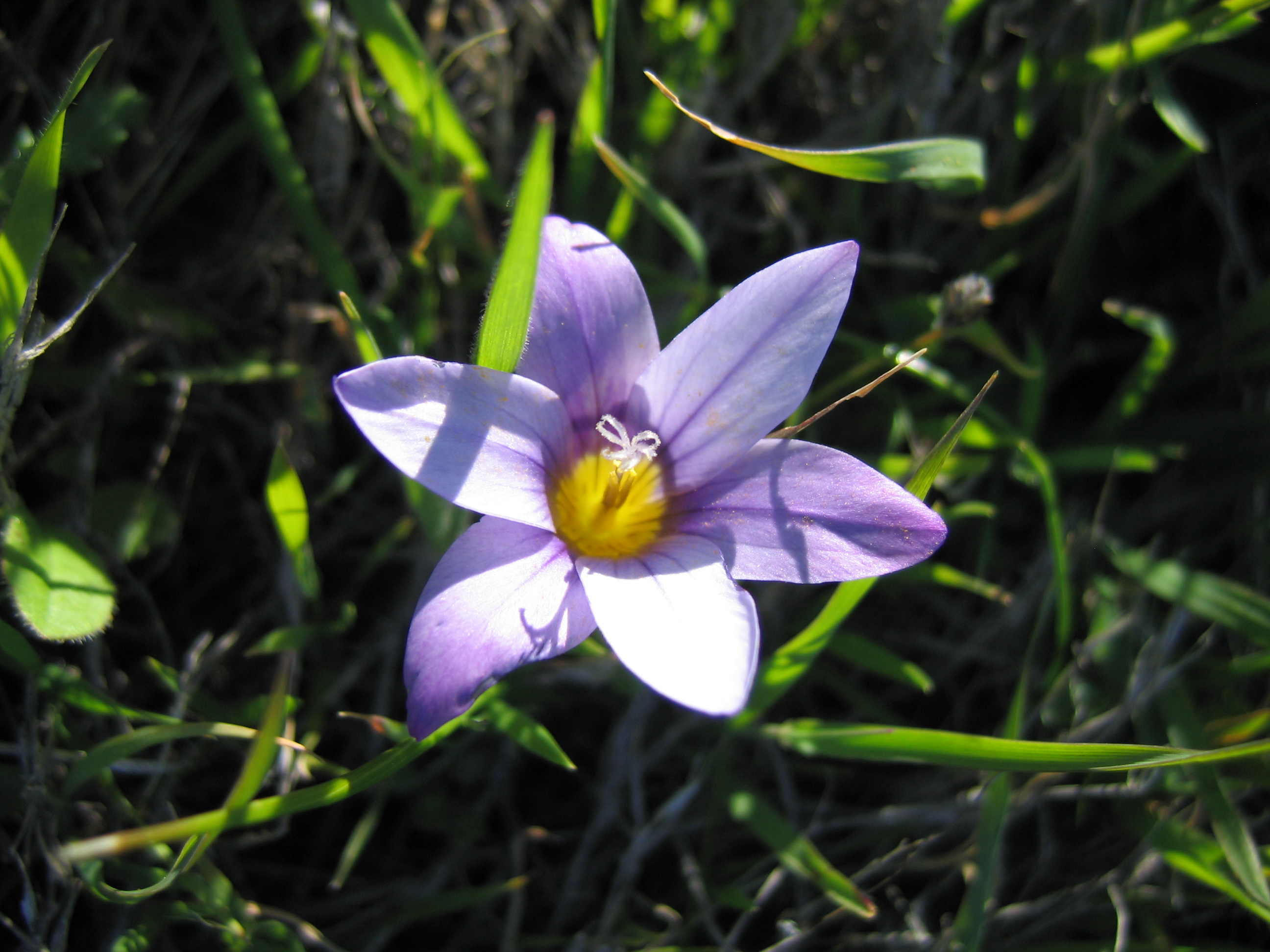
Untergattung Romulea Sektion Romulea: Kanaren-Scheinkrokus (Romulea grandiscapa Baker)

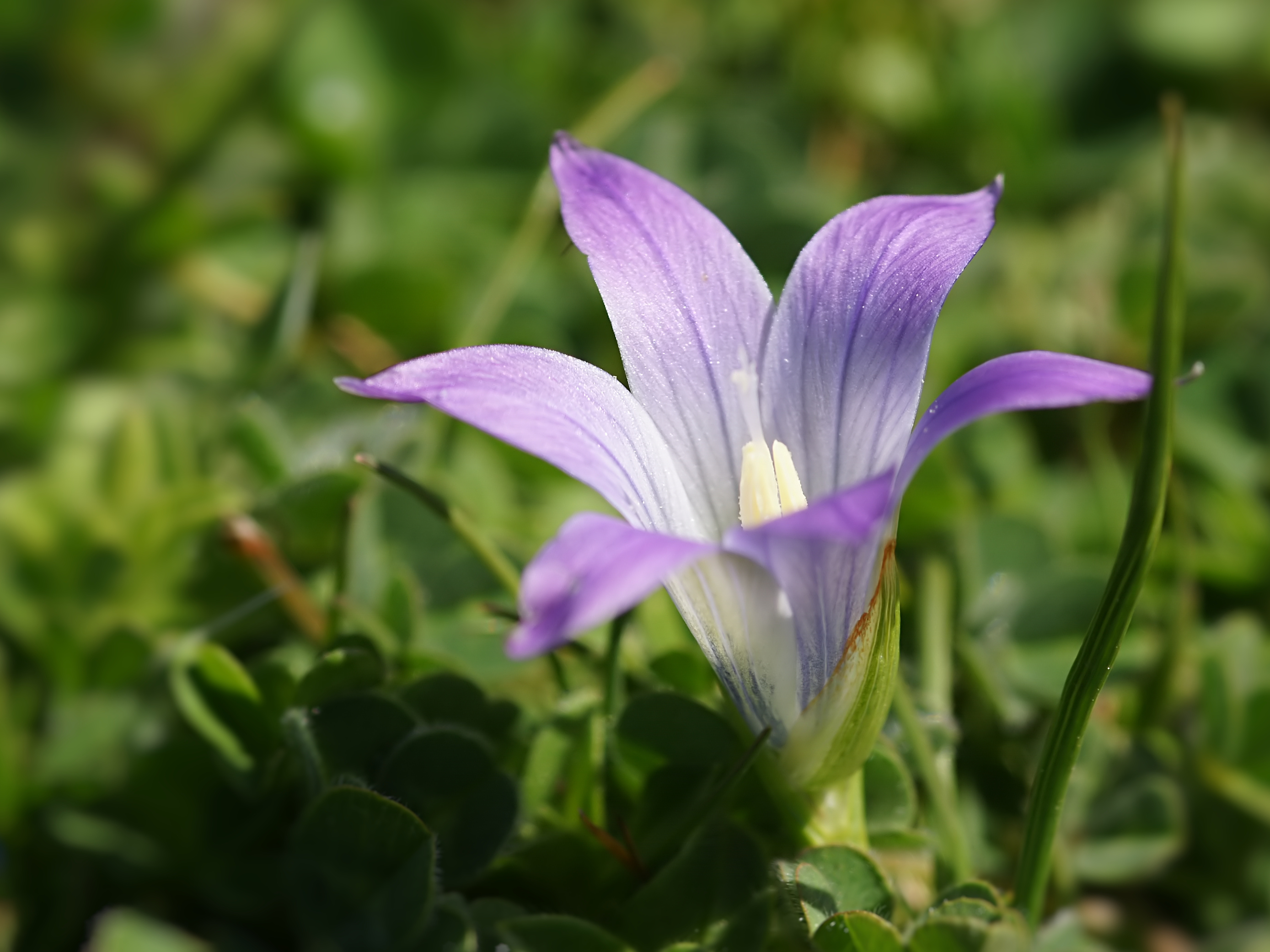
Untergattung Romulea Sektion Romulea: Romulea ligustica

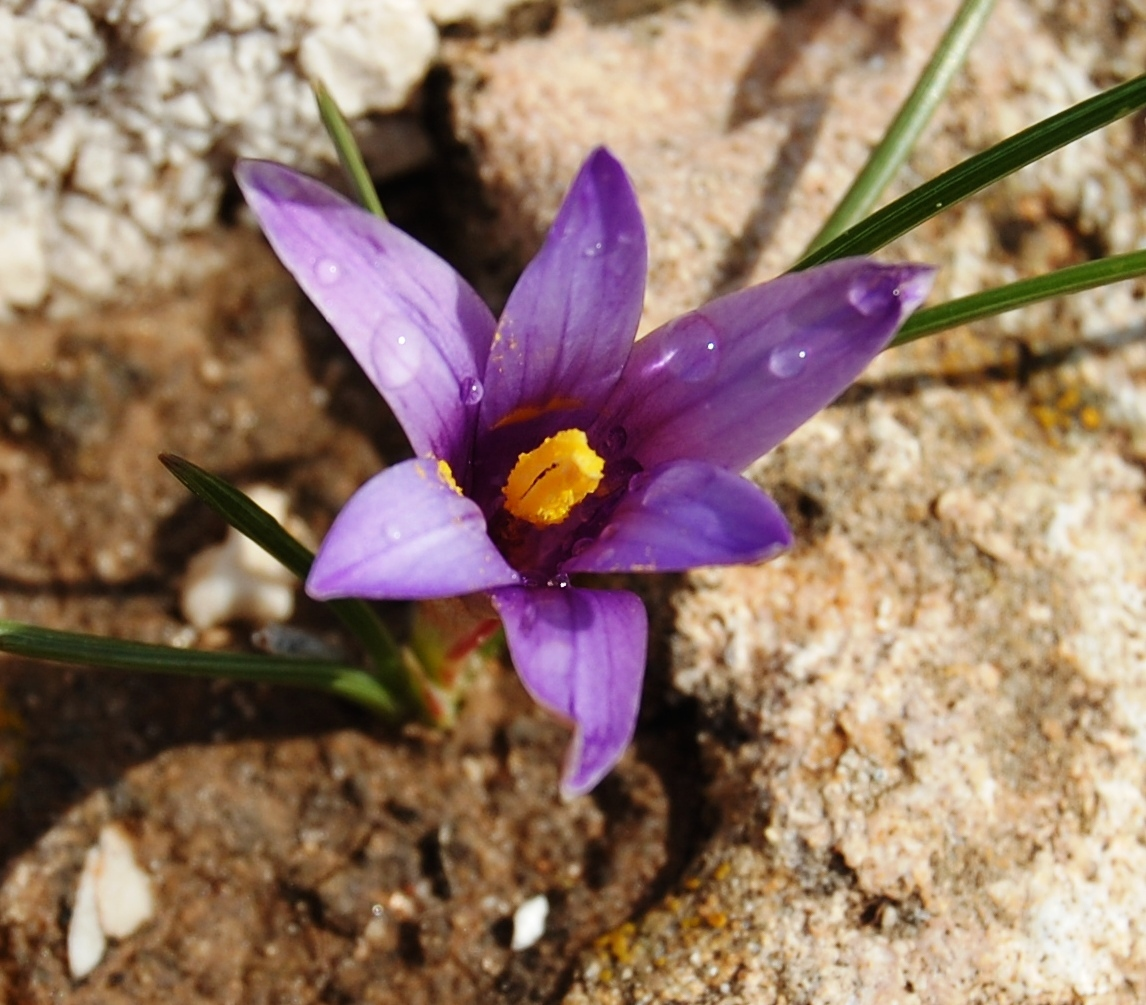
Untergattung Romulea Sektion Romulea: Griechischer Scheinkrokus (Romulea linaresii)

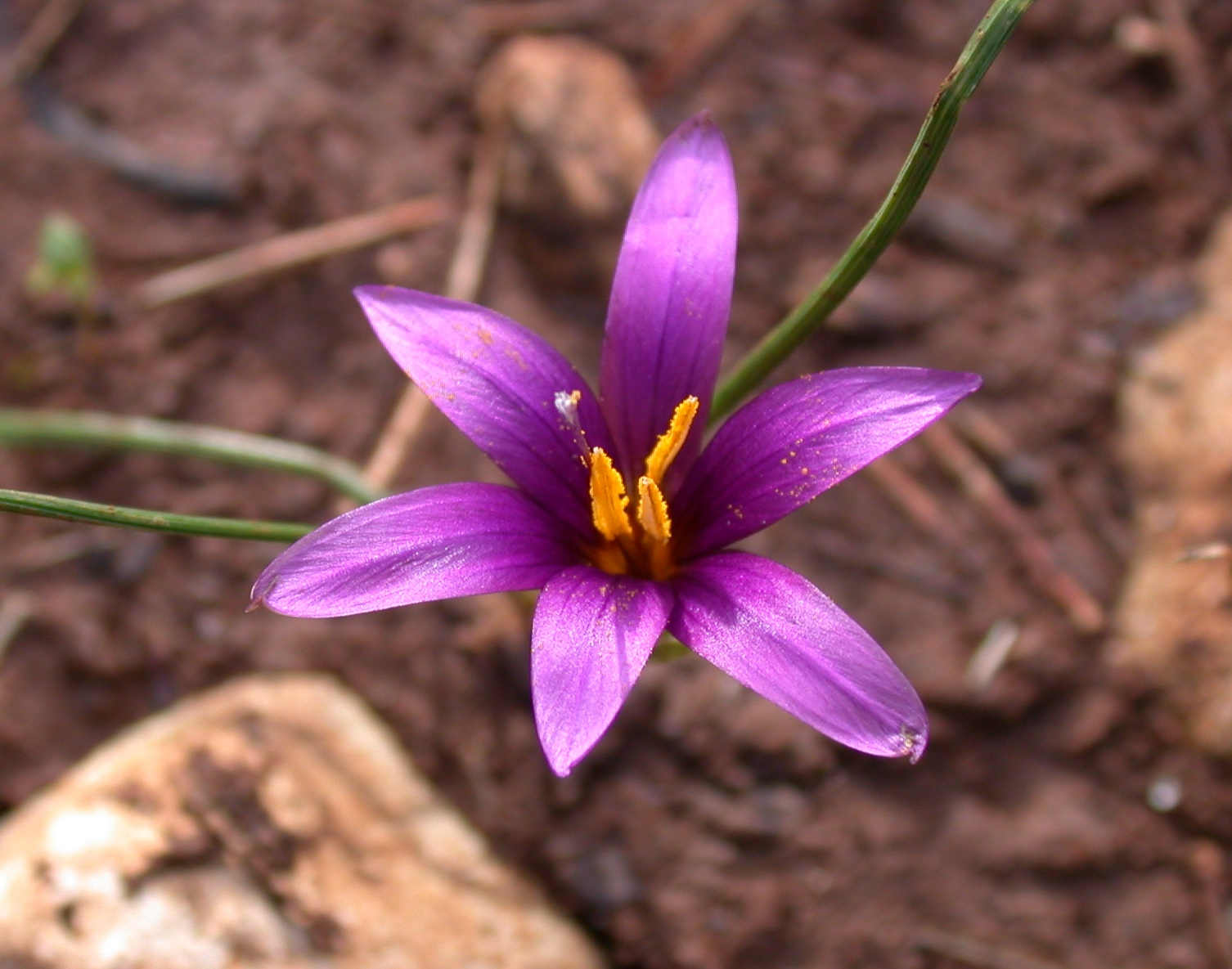
Untergattung Romulea Sektion Romulea: Romulea phoenicia

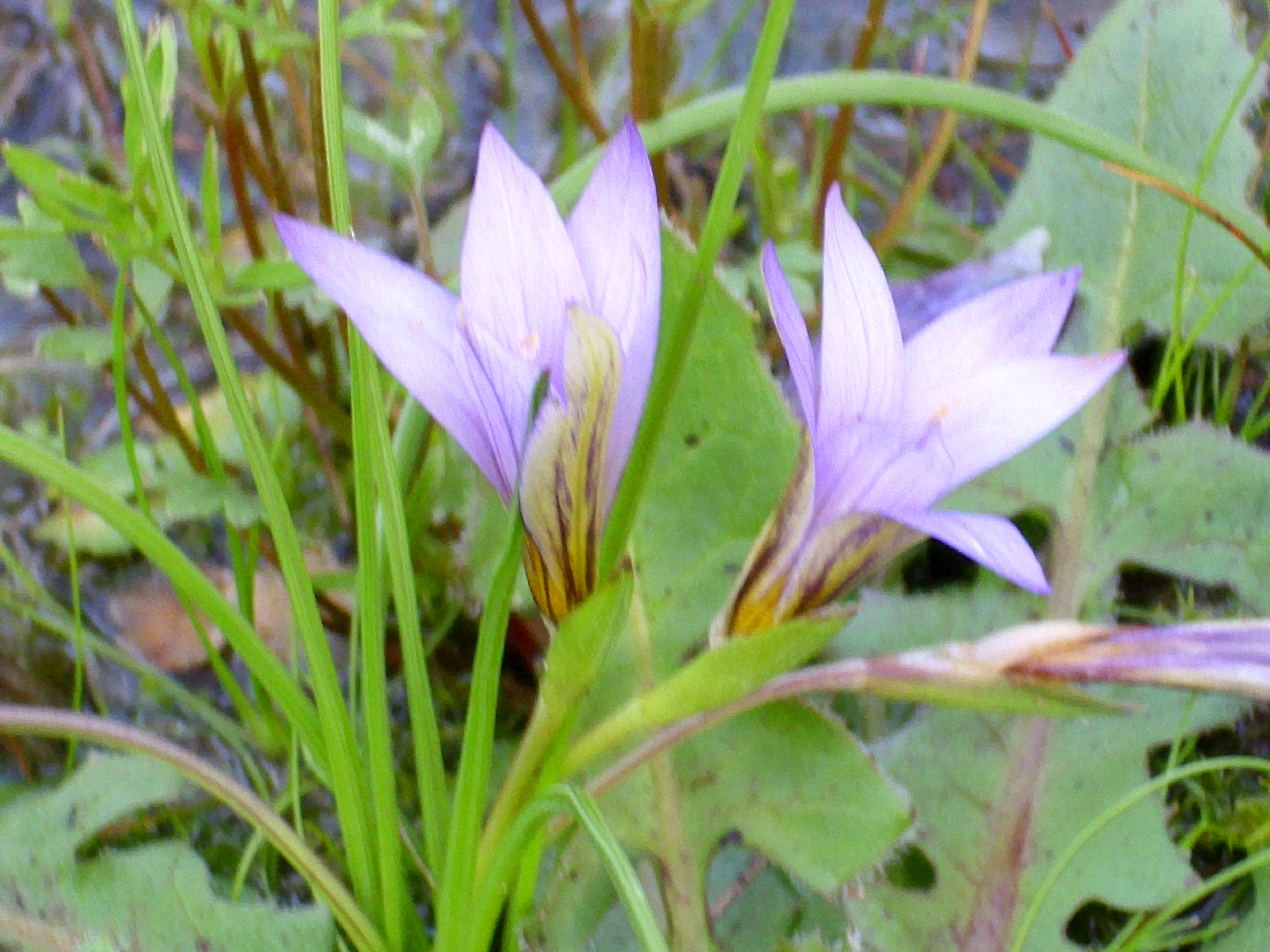
Untergattung Romulea Sektion Romulea: Romulea ramiflora

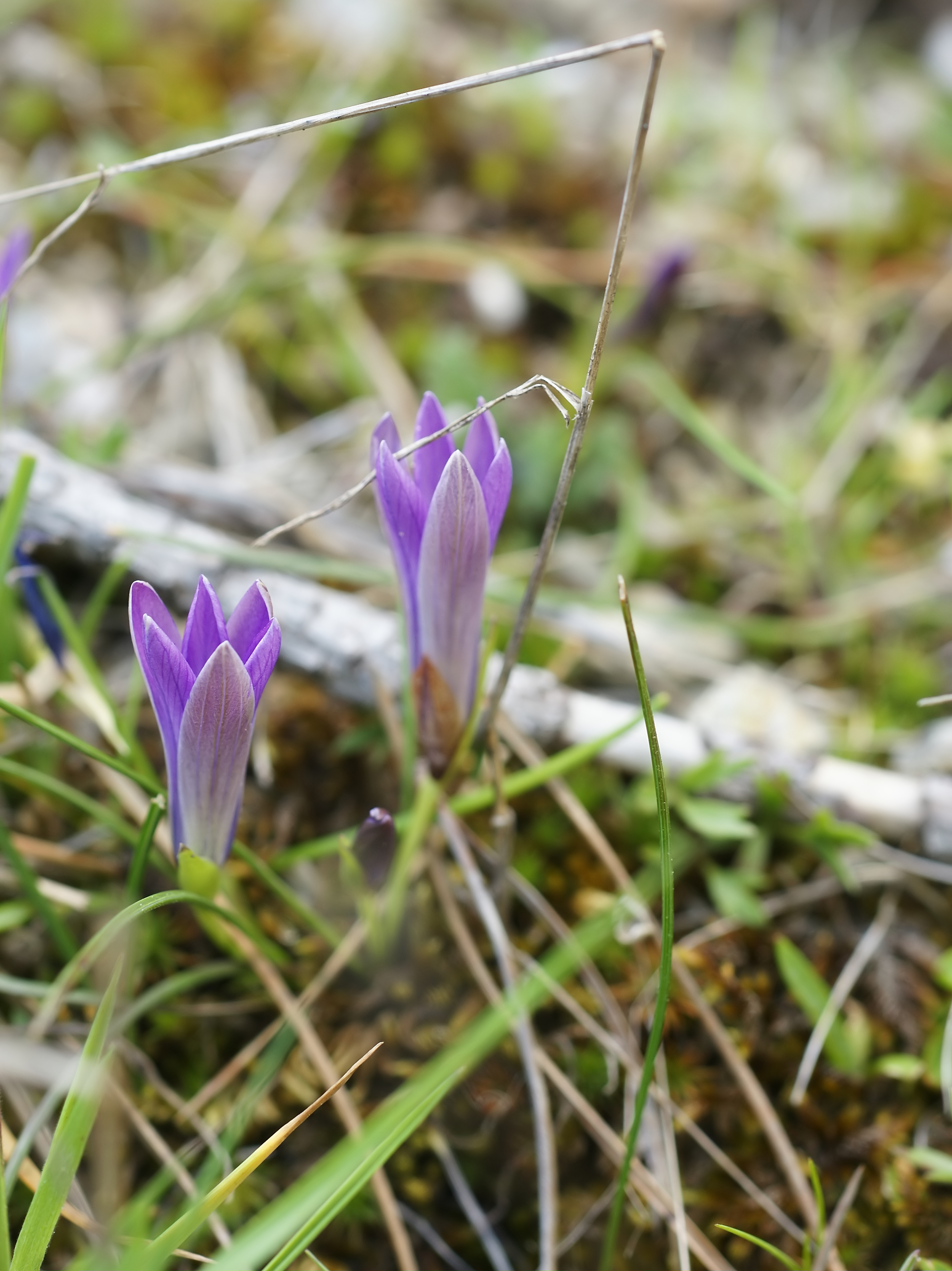
Untergattung Romulea Sektion Romulea: Romulea requienii

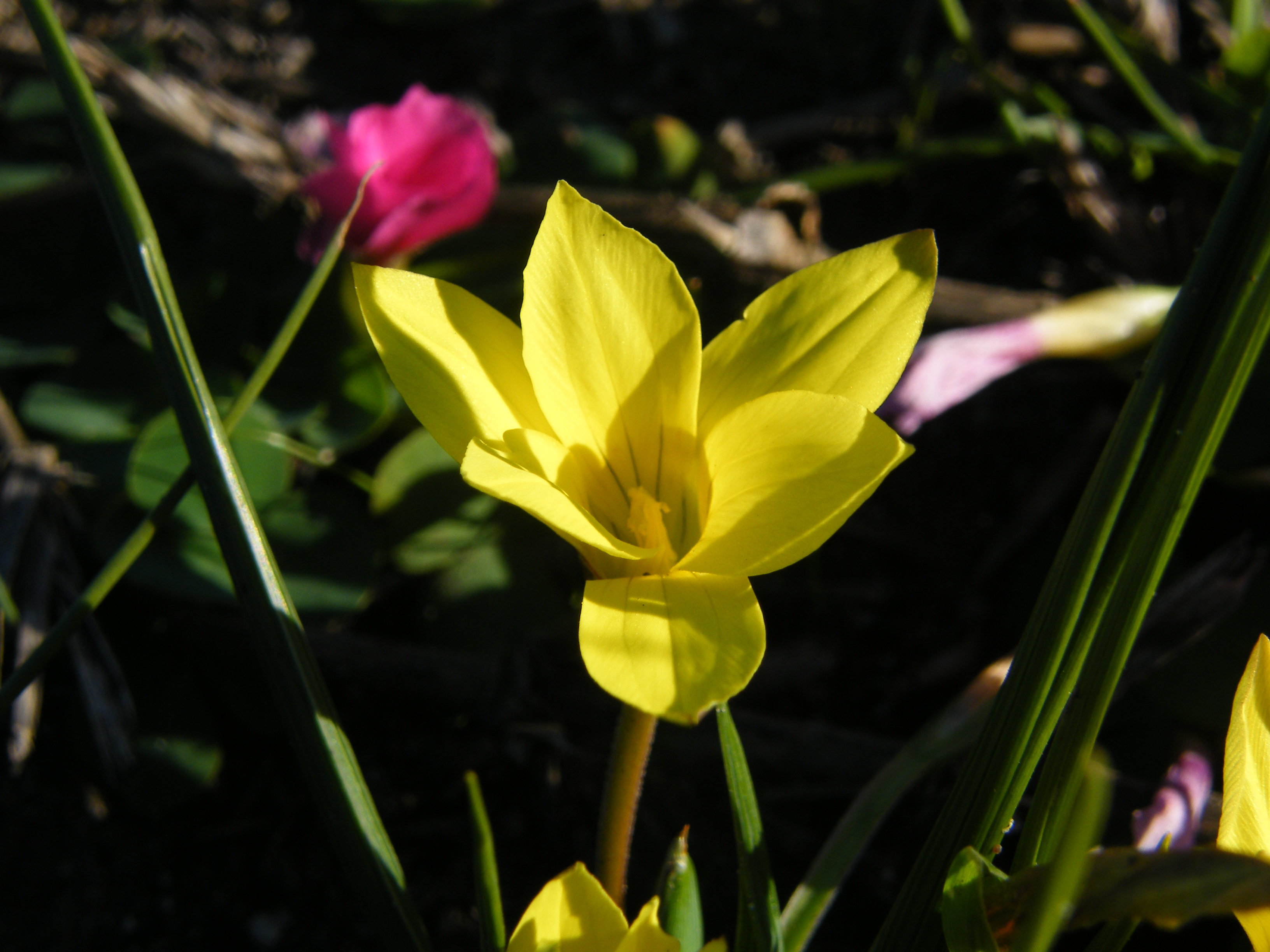
Untergattung Romulea Sektion Ciliatae: Romulea flava

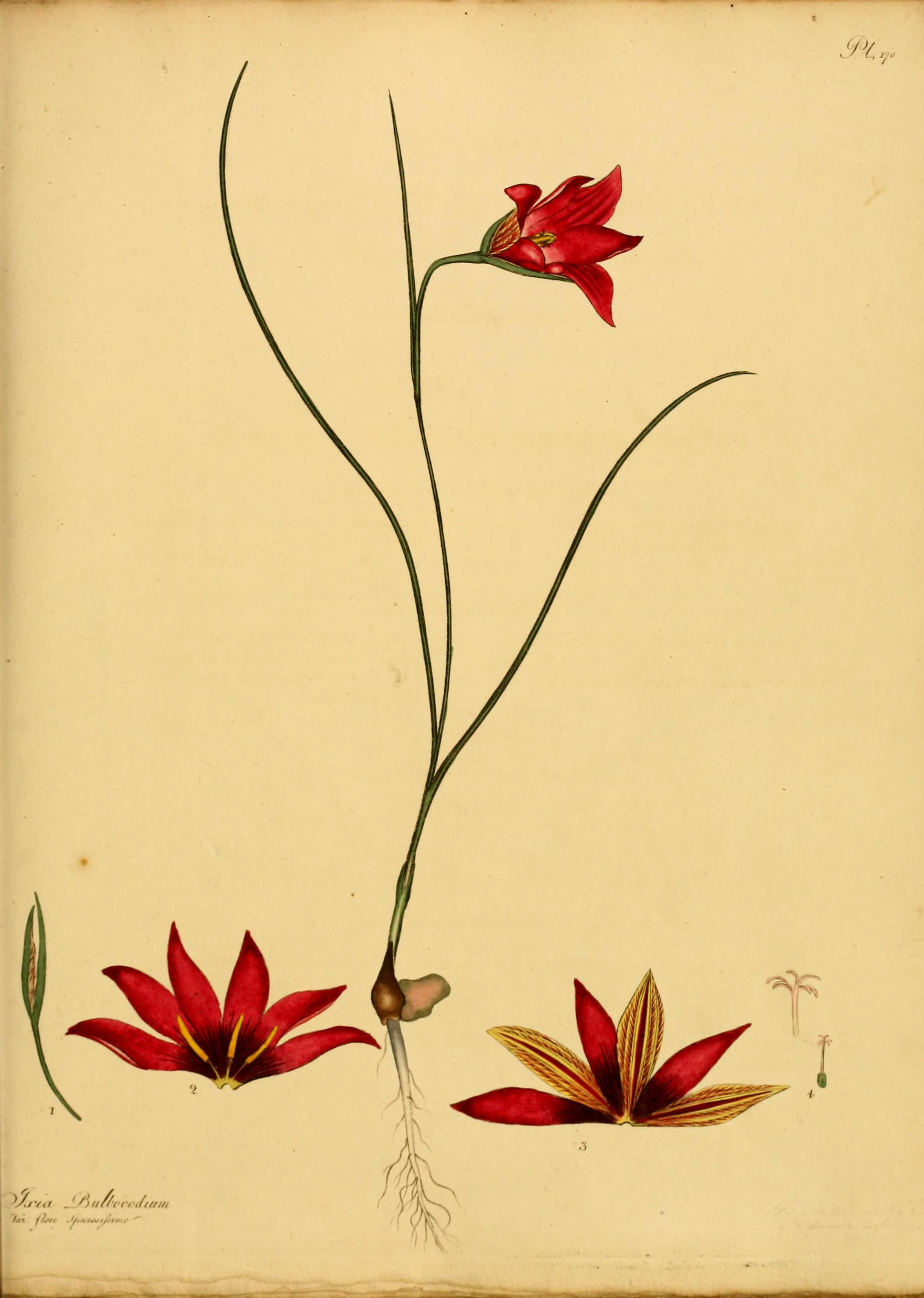
Illustration von Untergattung Romulea Sektion Ciliatae: Romulea speciosa

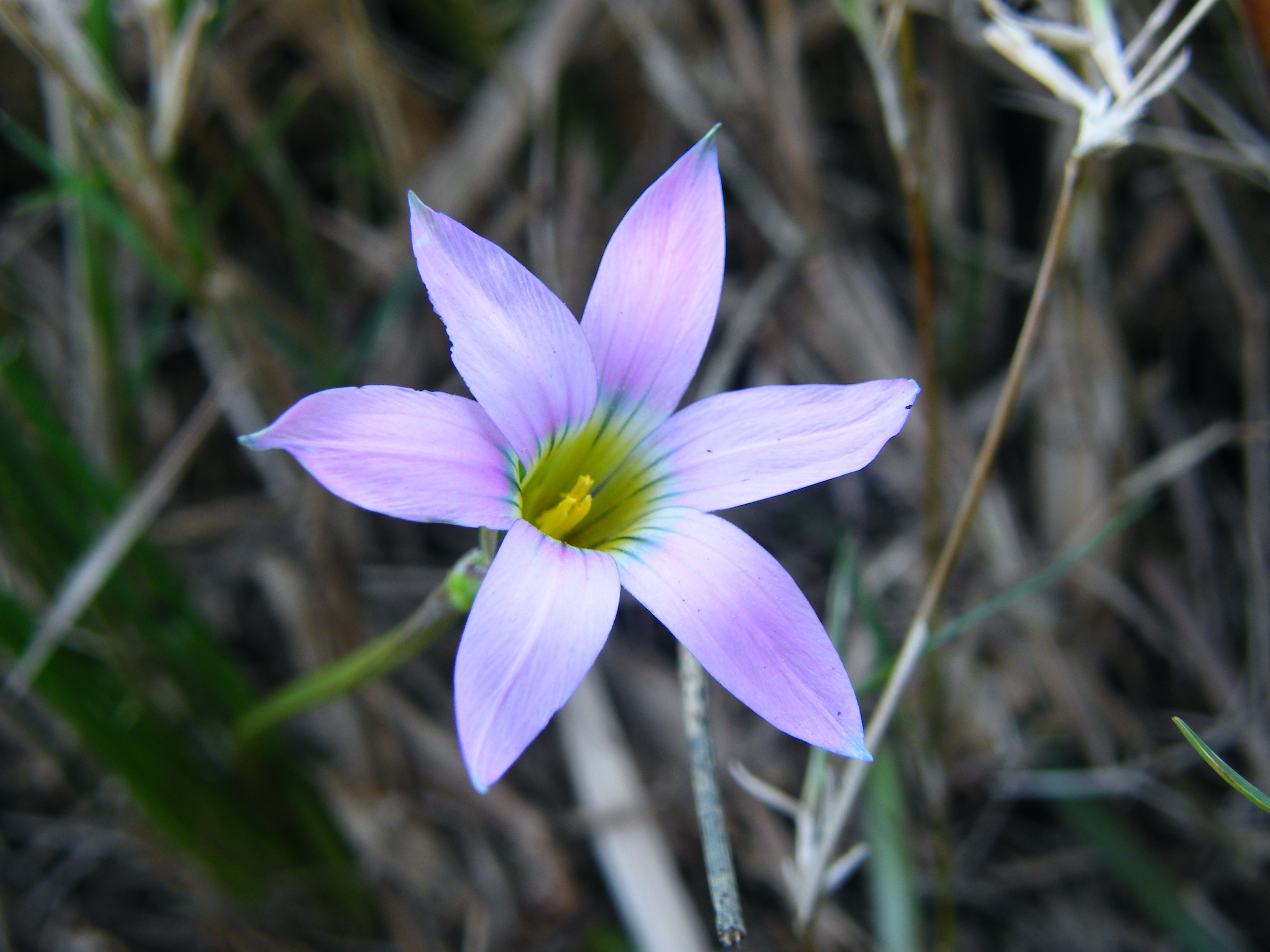
Untergattung Romulea Sektion Ciliatae: Romulea tabularis

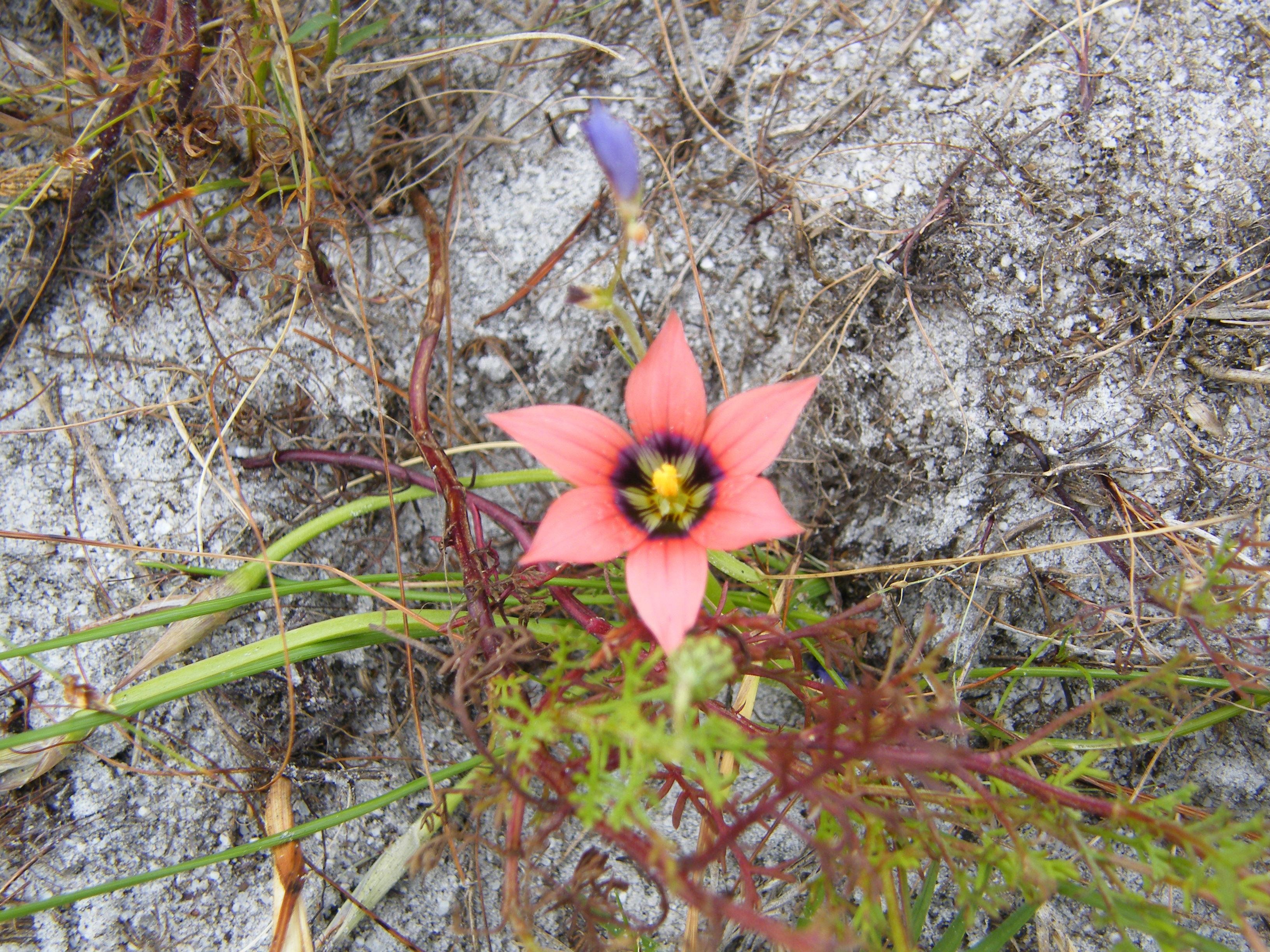
Untergattung Romulea Sektion Hirsutae: Romulea hirsuta

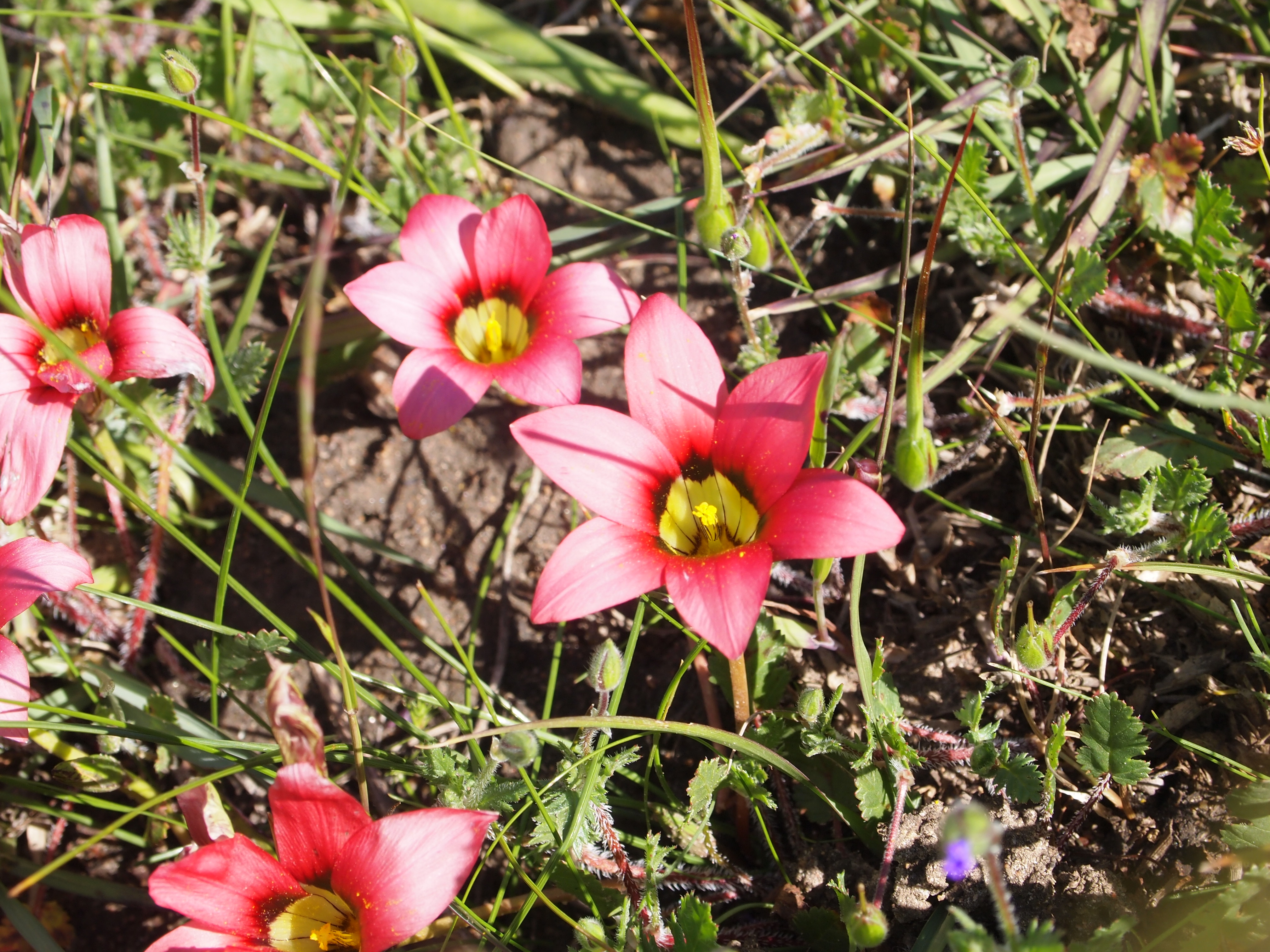
Untergattung Spatalanthus Sektion Cruciatae: Romulea eximia im Habitat

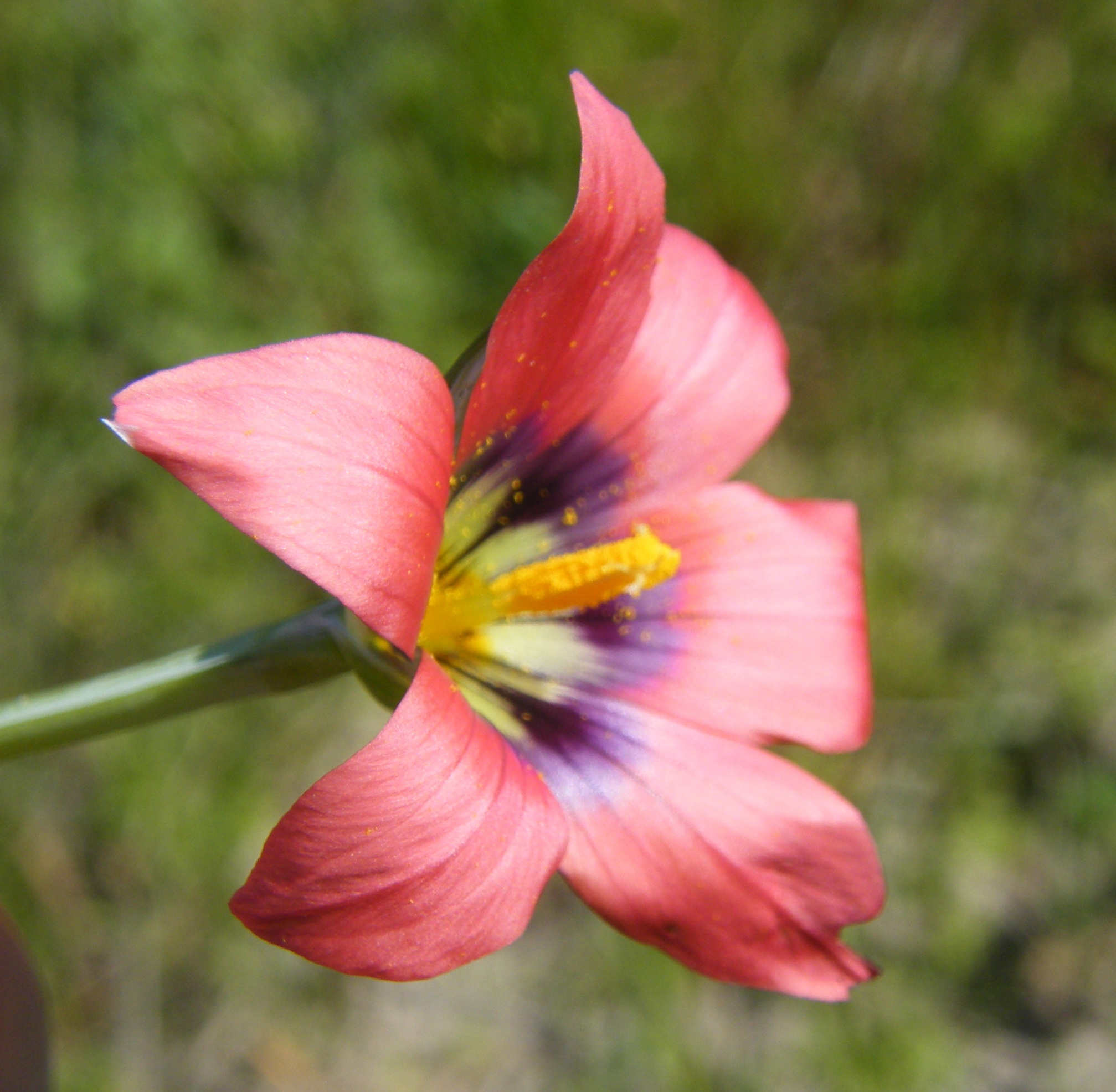
Untergattung Spatalanthus Sektion Spatalanthus: Romulea obscura

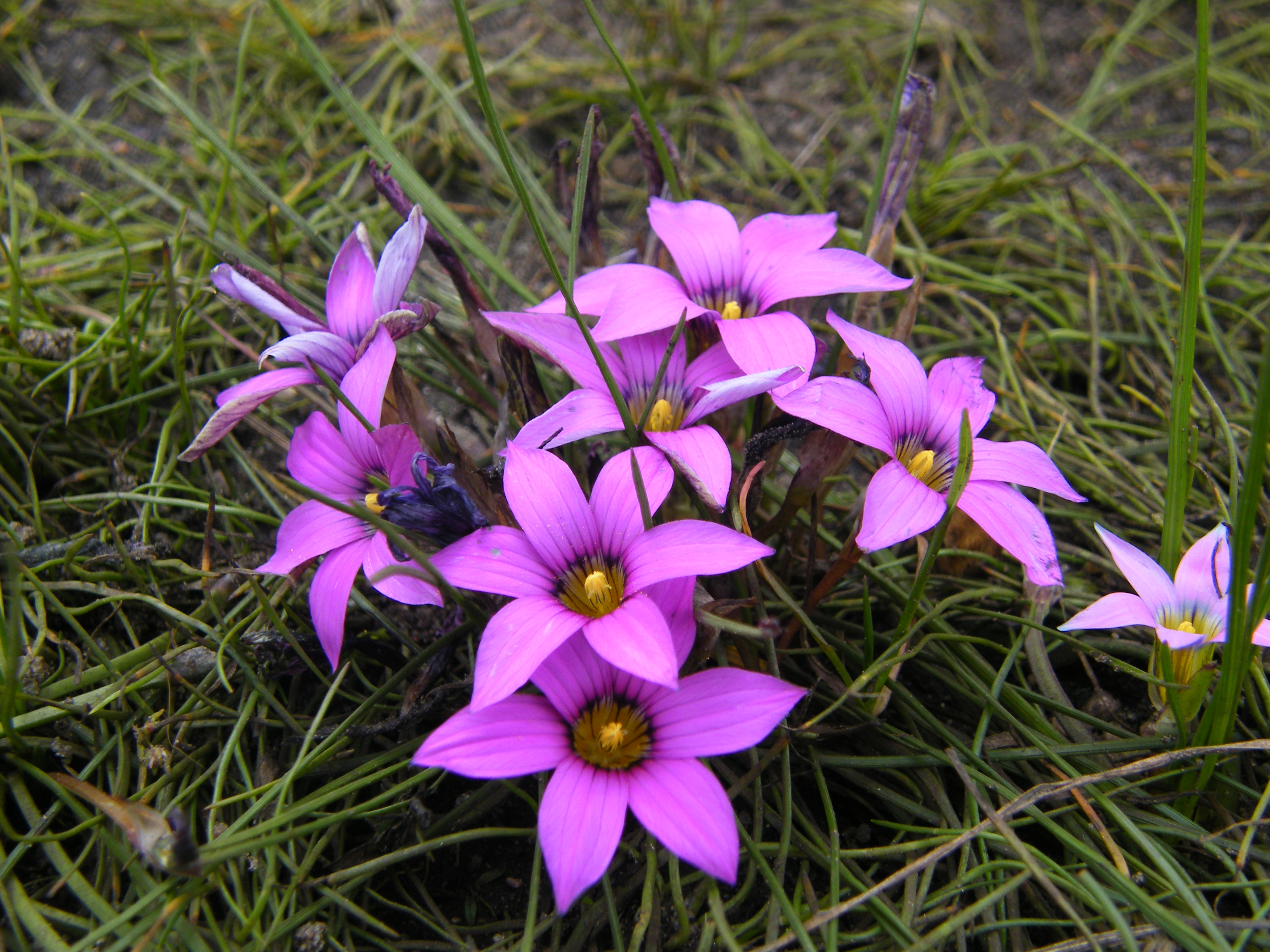
Untergattung Spatalanthus Sektion Spatalanthus: Romulea rosea

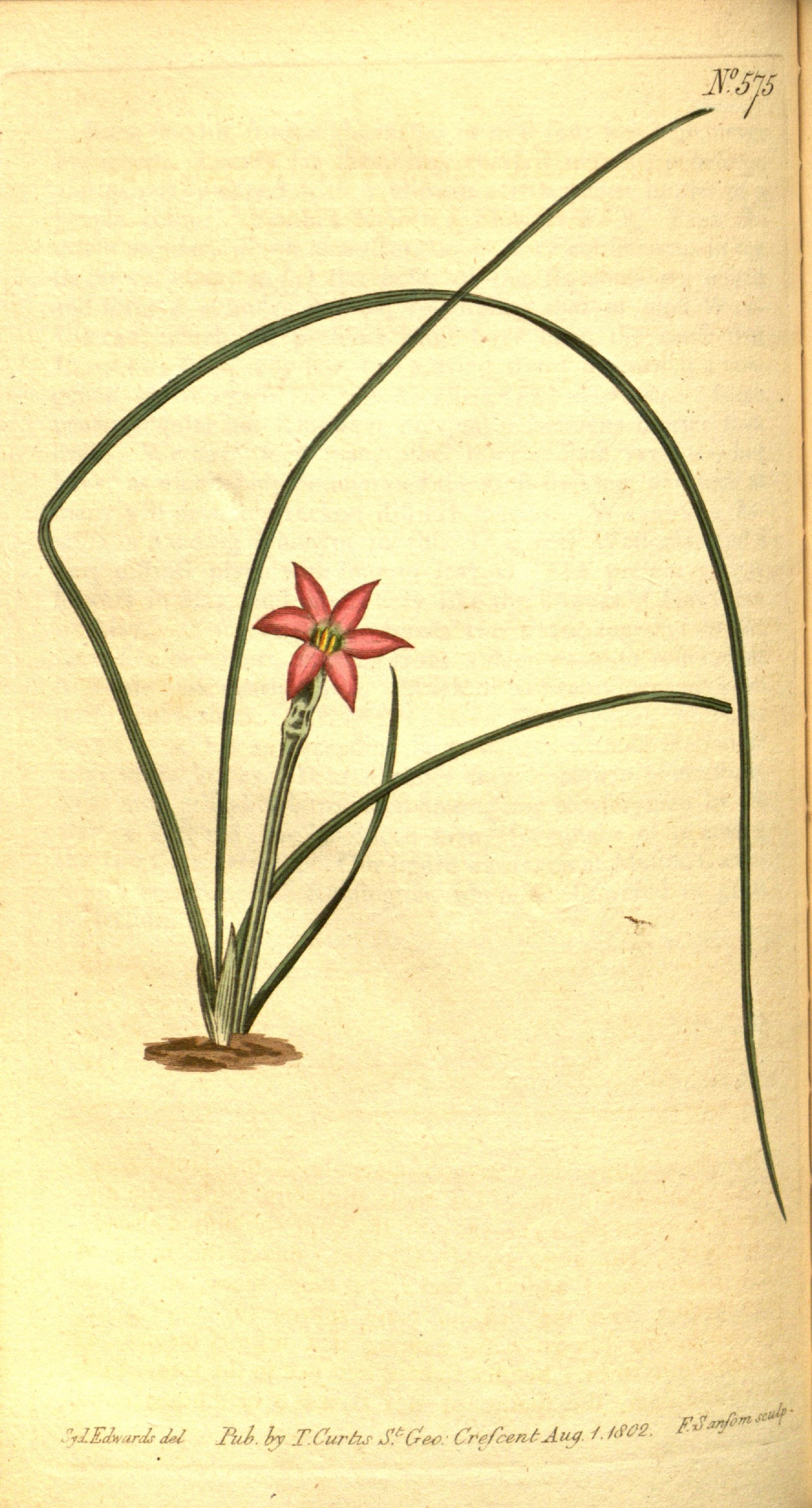
Illustration aus Curtis's Botanical Magazine, Volume 575 von Romulea rosea var. australis

Die Gattung Romulea wurde 1772 durch Giovanni Francesco Maratti in Plantarum Romuleae, et Saturniae, 13 aufgestellt. Der Gattungsname Romulea Maratti nom. cons. wurde konserviert gegenüber dem 1763 veröffentlichten Synonym Ilmu Adans. nom. rej. (Melbourne ICN Art. 14.4 & App. III). Der Gattungsname Romulea ist vom Gründer Roms Romulus abgeleitet; die Typusart wächst rund um Rom. Weitere Synonyme für Romulea Maratti nom. cons. sind: Trichonema Ker Gawl., Bulbocodium Gronov. nom. illeg., Bulbocodium Ludw. ex Kuntze nom. illeg., Spatalanthus Sweet.
Die Gattung Romulea gehört zur Tribus Croceae (Syn.: Ixieae) in der Unterfamilie der Crocoideae innerhalb der Familie der Iridaceae.
Romulea-Arten sind im atlantischen Europa und im Mittelmeerraum, in Ostafrika, auf der Arabischen Halbinsel, auf Socotra, auf Bergen des tropischen Afrikas (drei Arten: Romulea camerooniana, Romulea congoensis und Romulea fischeri) und im Südlichen Afrika verbreitet. Etwa 15 Arten kommen im Mittelmeerraum, in Westeuropa und Makaronesien (auf den Kanaren, Madeira sowie den Azoren) vor. In Italien kommen zwölf Arten vor. Auf den Inseln des westlichen Mittelmeerraumes gibt es 16 Arten (Korsika acht Arten, Sizilien sechs Arten). 83 Arten kommen im Südlichen Afrika, hauptsächlich in Gebieten mit Winterregen (80 % aller Arten) vor.
Die Gattung Romulea wird in zwei Untergattungen mit sechs Sektionen sowie Serien gegliedert und enthält seit 2014 114 Arten:
- Untergattung Romulea:
  - Sektion Romulea:
    - Serie Autumnales: Sie enthält vier Arten in Afrika:
      - Romulea autumnalis L.Bolus: Sie kommt nur im Ostkap vor. Die Bestände gelten als stabil.[7]
      - Romulea camerooniana Baker: Sie ist im tropischen bis südlichen Afrika vom südlichen Äthiopien über Kamerun bis Südafrika weitverbreitet.
      - Romulea congoensis Bég.: Sie kommt von Äthiopien bis Ruanda und Uganda vor.[1]
      - Romulea fischeri Pax: Sie kommt auf der südwestlichen Arabischen Halbinsel, auf Sokotra und vom nordöstlichen tropischen Afrika bis Uganda vor.[1]

    - Serie Pratenses: Sie enthält zwei Arten:
      - Romulea gigantea Bég.: Sie kommt im Ost- sowie Westkap vor.[7]
      - Romulea pratensis M.P. de Vos: Sie kommt im West- sowie Ostkap vor.[7]

    - Serie Romulea: Sie enthält etwa 17 Arten in der westlichen Paläarktis:
      - Romulea bocchierii Frignani & Iiriti: Dieser Endemit im südöstlichen Sardinien wurde 2008 erstbeschrieben.[8][1]
      - Großblütiger Scheinkrokus[9] (Romulea bulbocodium (L.) Sebast. & Mauri, Syn.: Romulea uliginosa Kunze): Er ist in drei Varietäten von Nordafrika (Marokko, Algerien, Tunesien) über Südwesteuropa (Iberische Halbinsel, Frankreich inklusive Korsika), Südeuropa (Italien inklusive Sardinien sowie Sizilien) bis Südosteuropa (südliches Bulgarien, früheres Jugoslawien, Griechenland inklusive Kreta) und Westasien (Türkei, Syrien, Jordanien, Libanon, Israel) verbreitet.[3]
      - Romulea columnae Sebast. & Mauri: Sie kommt in vier Unterarten von Westeuropa bis zum Mittelmeerraum, in Makaronesien und in Nordafrika vor.[1][4] Darunter:
        - Kanaren-Scheinkrokus (Romulea columnae subsp. grandiscapa (Webb) G.Kunkel, Syn.: Romulea grandiscapa Baker): Sie kommt in Makaronesien vor.[1]

      - Romulea corsica Jord. & Fourr.: Es ist ein Endemit im südlichen Korsika vor.[1]
      - Romulea cyrenaica Bég.: Es ist ein Endemit im nordöstlichen Libyen vor.[1]
      - Romulea ligustica Parl.: Sie kommt im zentralen Mittelmeerraum und in Nordafrika vor. Es gibt zwei Unterarten[1]:
        - Romulea ligustica subsp. ligustica: Sie kommt in Italien, Sardinien, Korsika, Marokko, Algerien, Tunesien und Libyen vor.[1]
        - Romulea ligustica subsp. vaccarii Bég.: Es ist ein Endemit im nordöstlichen Libyen vor.[1]

      - Romulea ×limbarae Bég.: Diese Naturhybride aus Romulea ligustica × Romulea requienii kommt nur auf Sardinien vor.[8][1]
      - Romulea linaresii Parl.: Es gibt zwei Unterarten:
        - Griechischer Scheinkrokus[9] (Romulea linaresii subsp. graeca Bég.): Er ist vom südlichen Griechenland bis in die westliche Türkei und auf Inseln der Ägäis verbreitet.[1]
        - Romulea linaresii Parl. subsp. linaresii (Syn.: Romulea bruni Lojac., Romulea sicula Lojac.): Sie ist ein Endemit im westlichen Sizilien und in Tunesien.[8][1]

      - Romulea melitensis Bég.: Sie kommt auf den Inseln Malta und Gozo vor.[1]
      - Romulea nivalis (Boiss. & Kotschy) Klatt: Dieser Endemit kommt nur auf dem Mt. Hermon im Libanon vor.[1]
      - Romulea phoenicia Mouterde: Sie kommt vom Libanon bis zum nordwestlichen Jordanien vor.[1]
      - Romulea ramiflora Ten.: Sie ist in zwei Unterarten im Mittelmeerraum von Frankreich inklusive Korsika und Italien inklusive Sardinien sowie Sizilien und Portugal sowie Spanien inklusive Balearen über Marokko, Algerien, Libyen, Tunesien, Libanon, Zypern, Griechenland inklusive Kreta und in der westlichen Türkei weitverbreitet.[3]
      - Romulea requienii Parl.: Sie kommt nur auf Sardinien und Korsika vor.[8][1]
      - Romulea revelierei Jord. & Fourr.: Sie kommt nur auf Sardinien und Korsika vor. Falls Romulea insularis Sommier hier einzuordnen ist, kommt sie auch in der Toskana und auf den Inseln Capri sowie des nördlichen Sardegna vor.[8][1]
      - Romulea tempskyana Freyn: Sie ist von der Türkei über Zypern bis Palästina verbreitet.

  - Sektion Ciliatae (M.P.de Vos) J.C.Manning & Goldblatt: Sie kommt nur in Südafrika vor.
    - Serie Ciliatae: Sie enthält etwa 21 Arten in Südafrika:
      - Romulea barkerae M.P. de Vos: Sie ist nur von vier Fundorten bekannt. Sie kommt nur von Paternoster bis Saldanha Bay im Westkap vor.[7]
      - Romulea biflora (Bég.) M.P. de Vos: Sie kommt im Westkap vor.[7]
      - Romulea citrina Baker: Sie kommt im Nordkap vor.[7]
      - Romulea elliptica M.P. de Vos: Dieser Endemit kommt nur von Vredenburg bis Saldanha Bay im Westkap vor.[7]
      - Romulea flava (Lam.) M.P. de Vos: Es gibt vier Varietäten im Nord- sowie Westkap.[7]
      - Romulea flexuosa Klatt: Sie kommt im West- sowie Nordkap vor.[7]
      - Romulea kamisensis M.P. de Vos: Sie kommt im Nord- sowie Westkap vor.[7]
      - Romulea leipoldtii Marais: Sie kommt im Nord- sowie Westkap vor.[7]
      - Romulea maculata J.C.Manning & Goldblatt: Sie ist nur von zwei Fundorten bekannt. An einem dieser Fundorte existieren weniger als 20 blühfähige Exemplare. Sie kommt nur in Knersvlakte sowie Komaggas im Nordkap vor.[7]
      - Romulea montana Schltr. ex Bég.: Sie kommt im Nord- sowie Westkap vor.[7]
      - Romulea namaquensis M.P. de Vos: Sie ist nur von neun Fundorten bekannt. Sie kommt nur von Steinkopf bis Kamiesberg im Nordkap vor.[7]
      - Romulea pearsonii M.P. de Vos: Sie ist nur von fünf Fundorten bekannt. Sie kommt nur in Namaqualand sowie Kamiesberg im Nordkap vor.[7]
      - Romulea quartzicola J.C.Manning & Goldblatt: Sie wurde 2011 erstbeschrieben.[5] Sie ist nur von einem Fundort bei Knersvlakte im Westkap bekannt.[7]
      - Romulea rupestris J.C.Manning & Goldblatt: Sie ist nur von drei Fundorten bekannt. An einem dieser Fundorte existieren weniger als 15 Exemplare. Sie kommt nur in Richtersveld sowie Kamiesberg im Nordkap vor.[7]
      - Romulea saldanhensis M.P. de Vos: Sie ist nur von acht Fundorten bekannt. Sie kommt nur von St. Helena Bay bis Darling im Westkap vor.[7]
      - Romulea saxatilis M.P. de Vos: Sie kommt im Westkap vor.[7]
      - Romulea schlechteri Bég.: Sie kommt im Westkap vor.[7]
      - Romulea speciosa (Andrews) Baker (Syn.: Romulea neglecta (Schult.) M.P.de Vos nom illeg., Romulea oliveri M.P.de Vos): Von diesem Endemiten ist nur ein Fundort in Namaqualand, Kamiesberg im Nordkap bekannt. Er ist durch Ackerbau gefährdet. Sie gedeiht im Fynbos auf feuchten granitischen Sand in einer Höhenlage von etwa 1200 Metern.[7]
      - Romulea sulphurea Bég.: Sie ist nur von einem Fundort in den Pakhuis-Bergen im Westkap bekannt.[7]
      - Romulea tabularis Eckl. ex Bég.: Sie kommt in den südafrikanischen Provinzen Nord- sowie Westkap vor.[7]
      - Romulea tetragona M.P. de Vos: Die zwei Varietäten kommen in den südafrikanischen Provinzen Nord- sowie Westkap vor.[7]
      - Romulea toximontana M.P. de Vos: Sie ist nur von sechs Fundorten bekannt. Sie kommt nur von den Bokkeveld-Bergen bis Gifberg im Nord- sowie Westkap vor.[7]
      - Romulea vinacea M.P. de Vos: Sie ist nur von zwei isolierten Fundorten auf dem Pakhuis-Pass und in Oorlogskloof im Nord- sowie Westkap bekannt. Es könnten aber in den Bergen weitere Standorte existieren.[7]

    - Serie Minutiflorae: Sie enthält zwei Arten in Südafrika:
      - Romulea minutiflora Klatt: Sie kommt in den südafrikanischen Provinzen Ost-, Nord- sowie Westkap vor.[7]
      - Romulea sinispinosensis M.P. de Vos: Es sind nur zwei Fundorte in Doringbaai sowie Velddrif im Westkap bekannt.[7]

    - Serie Aquaticae: Sie enthält zwei Arten in Südafrika:
      - Romulea aquatica G.J. Lewis: Es sind nur fünf Fundorte bekannt, vielleicht sind nur noch zwei verblieben. Sie kommt nur von Piketberg bis Malmesbury im Westkap vor.[7]
      - Romulea multisulcata M.P. de Vos: Es sind nur fünf Fundorte bekannt. Sie gedeiht in den Bokkeveld-Bergen, Gifberg-Ebenen und in Namaqualand in den südafrikanischen Provinzen Ost- sowie Nordkap.[7]

    - Serie Stellanthe: Sie enthält nur eine Art:
      - Romulea stellata M.P. de Vos: Es sind nur fünf Fundorte bekannt. Sie kommt nur in Gifberg sowie in den Pakhuis-Bergen im Westkap vor.[7]

    - Serie Tortuosae: Sie enthält vier Arten:
      - Romulea austinii E.Phillips: Sie kommt in den südafrikanischen Provinzen Nord- sowie Westkap vor.[7]
      - Romulea macowanii Baker: Die drei Varietäten kommen in den südafrikanischen Provinzen Ostkap sowie Free State[7] und in Lesotho vor.[1]
      - Romulea sphaerocarpa M.P. de Vos: Sie gedeiht im Hochland der Tanqua-Karoo vom Katbakkies-Pass bis Waboomsberg im Westkap.[7]
      - Romulea tortuosa (Licht. ex Roem. & Schult.) Baker: Die drei Varietäten kommen in den südafrikanischen Provinzen Nord- sowie Westkap vor.[7]

  - Sektion Hirsutae (Bég.) J.C.Manning & Goldblatt
    - Serie Hirsutae: Sie enthält sechs Arten in Südafrika:
      - Romulea discifera J.C.Manning & Goldblatt: Es ist nur ein Fundort bei Nieuwoudtville im Nordkap bekannt. Dieser kleine Standort liegt am Straßenrand und der Bestand ist fortlaufend gefährdet, beispielsweise durch Weidetiere.[7]
      - Romulea gracillima Baker: Sie kommt im Westkap vor.[7]
      - Romulea hirsuta (Steud. ex Klatt) Baker: Die vier Varietäten kommen nur im Westkap vor.[7]
      - Romulea sladenii M.P. de Vos: Es ist nur zwei Fundorte nur auf dem Gifberg-Plateau im Westkap bekannt.[7]
      - Romulea tortilis Baker: Die zwei Varietäten kommen nur im Westkap vor.[7]
      - Romulea triflora (Burm. f.) N.E.Br.: Sie kommt im Westkap vor.[7]

  - Sektion Aggregatae M.P.de Vos: Sie kommt nur in Südafrika vor:
    - Serie Amoenae: Sie enthält zwei Arten in Südafrika:
      - Romulea pudica (Sol. ex Ker Gawl.) Baker (Syn.: Romulea amoena Schltr. ex Bég.): Es ist nur zwei Fundorte nur auf dem Plateau der Bokkeveld-Berge im Nord- sowie Westkap bekannt.[7]
      - Romulea sanguinalis M.P. de Vos: Der letzte Bericht dieser Art stammt von 1952. Am einzigen bekannten Fundort der Bokkeveld Schichtstufenlandschaft nahe Nieuwoudtville im Nordkap wurde intensiv, aber ohne Erfolg gesucht. Diese Art ist vermutlich ausgestorben.[7]

    - Serie Aggregatae: Sie enthält sechs Arten in Südafrika:
      - Romulea albomarginata M.P. de Vos: Sie wurde viermal in Koue Bokkeveld gesammelt, aber in diesem Gebiet gingen die Habitate durch Obst- sowie Weinanbau verloren. Diese Art wurde in diesem Jahrhundert das erste Mal in den Hex-River-Bergen aufgefunden und man hofft dort weitere Standorte entdecken zu können.[7]
      - Romulea dichotoma (Thunb.) Baker: Sie kommt im West- sowie Ostkap vor.[7]
      - Romulea fibrosa M.P. de Vos: Sie kommt im West- sowie Ostkap vor.[7]
      - Romulea jugicola M.P. de Vos: Es gibt weniger als zehn Fundorte und die Bestände nehmen ab. Sie kommt in Kammanassie und von den Outeniqua-Bergen bis Potberg im Westkap vor.[7]
      - Romulea longipes Schltr.: Sie kommt im Ostkap vor.[7]
      - Romulea pilosa J.C.Manning & Goldblatt:[5] Obwohl von dieser Art Herbarmaterial aus dem Jahr 1930 existiert, wurde sie erst 2011 erstbeschrieben, nachdem sie 2009 wiederentdeckt wurde. Es gibt nur einen Fundort in Overberg südöstlich von Riviersonderend im Westkap. Dort wurden weniger als 50 Exemplare gezählt und dieser Standort ist durch Habitatdegradation und -verlust fortlaufend gefährdet.[7]
      - Romulea setifolia N.E.Br.: Die vier Varietäten kommen von der Bokkeveld-Schichtstufenlandschaft bis Port Elizabeth und im Binnenland bis zur westlichen Karoo in Nord- sowie Westkap vor.[7]

- Untergattung Spatalanthus:
  - Sektion Cruciatae (M.P.de Vos) J.C.Manning & Goldblatt:
    - Serie Cruciatae: Sie enthält vier Arten in Südafrika:
      - Romulea cruciata (Jacq.) Bég.: Es gibt zwei Varietäten:[7]
        - Romulea cruciata (Jacq.) Bég. var. cruciata: Sie kommt im Westkap vor.[7]
        - Romulea cruciata var. intermedia (Bég.) M.P.de Vos (Syn.: Romulea intermedia Bég., Romulea ambigua Bég.): Sie kommt im Nord- sowie Westkap vor.[7]

      - Romulea eximia M.P. de Vos: Von dieser früher verbreiteten Art gibt es viel älteres Herbarmaterial. Es gibt nur noch fünf isolierte Fundorte von Vredenburg bis Melkbos im Westkap.[7]
      - Romulea membranacea M.P. de Vos: Von den nur noch sechs Fundorten sind fünf fortlaufend bedroht durch die Ausweitung von Rooibos-Tee-Plantagen. Sie kommt im Westkap nur in Gifberg, im südlichen Bokkeveld sowie Roggeveld Schichtstufenlandschaften vor.[7]
      - Romulea vlokii M.P. de Vos: Es sind nur fünf Fundorte in Kammanassie, Swartberg, Gamkaberg sowie den Langeberg-Bergen im Westkap bekannt. Insgesamt gibt es nur 650 blühfähige Exemplare an Naturstandorten.[7]

    - Serie Tubiformes: Sie enthält nur eine Art:
      - Romulea hantamensis (Diels) Goldblatt: Diese seltene Art gedeiht nur in feuchten Dolerit-Ebenen in einer Höhenlage von etwa 1500 Metern auf dem Berg Hantamsberg im Nordkap. Die Bestände sind stabil und nicht gefährdet.[7]

  - Sektion Spatalanthus
    - Serie Roseae: Sie enthält sechs Arten in Südafrika:
      - Romulea cedarbergensis M.P. de Vos: Diese seltene Art gedeiht nur über Sandstein in einer Höhenlage von etwa 1500 Metern auf den Cederbergen. Es sind vier Fundorte bekannt, deren Bestände stabil und nicht gefährdet sind.[7]
      - Romulea hirta Schltr.: Sie kommt im Nord- sowie Westkap vor.[7]
      - Romulea lilacina J.C.Manning & Goldblatt: Sie ist nur vom Typusstandort Koue Bokkeveld im Westkap. Fortlaufender Habitatverlust gefährdet diesen einzigen Bestand.[7]
      - Romulea monticola M.P. de Vos: Es sind acht Fundorte von den Bokkeveld-Bergen bis Gifberg in Höhenlagen von 700 bis 800 Metern im Nordkap bekannt.[7]
      - Romulea obscura Klatt: Es gibt vier Varietäten im Westkap:[7]
        - Romulea obscura var. blanda M.P.de Vos[7]
        - Romulea obscura var. campestris M.P.de Vos[7]
        - Romulea obscura Klatt var. obscura[7]
        - Romulea obscura var. subtestacea M.P.de Vos[7]

      - Romulea rosea (L.) Eckl.: Sie kommt mit fünf Varietäten in Südafrika vor:
        - Romulea rosea (L.) Eckl. var. australis (Ewart) M.P.de Vos (Syn.: Romulea parviflora Eckl.): Sie kommt im Ost- sowie Westkap vor.[7]
        - Romulea rosea var. communis M.P. de Vos: Sie kommt im Westkap vor.[7]
        - Romulea rosea var. elegans (Klatt) Bég.: Sie kommt im Westkap vor.[7]
        - Romulea rosea var. muirii (N.E.Br.) J.C.Manning & Goldblatt (Syn.: Romulea muirii N.E.Br., Romulea rosea var. reflexa Bég.): Sie kommt von Cederberg bis zur Kaphalbinsel und in Riversdale in Westkap vor.[7]
        - Romulea rosea (L.) Eckl. var. rosea: Sie kommt ursprünglich nur im Westkap vor.[7] Sie ist in Australien, Neuseeland, Kalifornien, Chile, Frankreich, im Vereinigten Königreich[3], Sardinien und in der Toskana[8][4] ein Neophyt.[1]

    - Serie Atrandrae: Sie enthält sieben Arten:
      - Romulea atrandra G.J.Lewis: Es gibt drei Varietäten in Südafrika:[7]
        - Romulea atrandra G.J.Lewis var. atrandra: Sie kommt im West-, Ost- sowie Nordkap vor.[7]
        - Romulea atrandra var. esterhuyseniae M.P.de Vos: Sie kommt im West- sowie Nordkap vor.[7]
        - Romulea atrandra var. lewisiae M.P.de Vos: Sie kommt im West- sowie Ostkap vor.[7]

      - Romulea diversiformis M.P. de Vos: Sie kommt im Nordkap vor.[7]
      - Romulea hallii M.P. de Vos: Sie ist nur vom Typusstandort auf dem Roggeveld-Plateau südwestlich von Sutherland im Nordkap bekannt. Dieser Bestand ist fortlaufend gefährdet.[7]
      - Romulea komsbergensis M.P. de Vos: Es sind sieben Fundorte vom Komsberg-Pass bis Middelpos im Nordkap bekannt, aber dieses Gebiet ist nicht gut untersucht und so wird es vermutlich mehr Standorte geben.[7]
      - Romulea luteiflora (M.P. de Vos) M.P. de Vos: Es gibt zwei Varietäten:[1]
        - Romulea luteiflora (M.P. de Vos) M.P. de Vos var. luteiflora: Sie kommt im West- sowie Nordkap vor.[7]
        - Romulea luteiflora var. sanisensisM.P.de Vos: Dieser Endemit kommt nur am Sani-Pass in Lesotho vor.[1]

      - Romulea malaniae M.P. de Vos: Sie ist nur von einem Fundort von Matroosberg bis Koo im Westkap bekannt.[7]
      - Romulea multifida M.P. de Vos: Sie ist nur von drei Fundorten auf dem Roggeveld-Plateau im Nordkap bekannt.[7]

    - Serie Spatalanthus: Sie enthält fünf Arten in Südafrika:
      - Romulea monadelpha (Sweet ex Steud.) Baker: Sie kommt im Nordkap vor.[7]
      - Romulea sabulosa Schltr. ex Bég.: Sie ist nur von fünf Fundorten im Bokkeveld-Schichtstufenland im Nordkap bekannt.[7]
      - Romulea subfistulosa M.P. de Vos (Syn.: Romulea vanzyliae M.P. de Vos): Sie ist von elf Fundorten von Calvinia bis zum Roggeveld Schichtstufenland bei Sutherland im Nordkap bekannt.[7]
      - Romulea unifolia M.P. de Vos: Sie ist nur von drei Fundorten in Roggeveld im Nordkap bekannt, aber in diesem wenig untersuchten Gebiet könnte es mehr Standorte geben.[7]
      - Romulea viridibracteata M.P. de Vos Das ursprüngliche Verbreitungsgebiet reicht von den Bokkeveld-Bergen bis zum Pakhuis-Pass. Bis auf eine alte Aufsammlung stammen aber alle Herbarbelege vom Pakhuis-Pass.[7]

    - Serie Lomurea: Sie enthält zwei Arten nur im Nordkap:
      - Romulea albiflora J.C.Manning & Goldblatt: Es gibt nur drei Aufsammlungen von einem Fundort im Roggeveld-Schichtstufenland im Nordkap. Es gibt nur 250 blühfähige Exemplare und die Bestände sind bedroht.[7]
      - Romulea syringodeoflora M.P. de Vos: Sie ist nur von vier Fundorten auf dem Roggeveld-Plateau im Nordkap bekannt. Die Bestände sind bedroht.[7]

Seit 2008 wurden außerdem noch folgende Arten – ohne Einordnung in eine Sektion oder Serie – erstbeschrieben:
- Romulea alticola J.C.Manning & Goldblatt (Untergattung Romulea): Dieser Endemit kommt nur in den Jonkershoek-Bergen im Westkap vor.[6]
- Romulea jezzinis K. Addam & M. Bou-Hamdan: Sie wurde 2022 aus Kfar Houneh und Aaramta (Jezzine District) in Jordanien erstbeschrieben.[11]
- Romulea libanotica K. Addam & M. Bou-Hamdan: Sie wurde 2022 aus Jabal Niha und Tawmat Niha (Al Shouf District) in Jordanien erstbeschrieben.[11]
- Romulea lutea J.C.Manning & Goldblatt: Dieser Endemit kommt nur in den Küstendünen sowie Ebenen westlich von Koekenaap im Westkap vor.[10]
- Romulea monophylla J.C.Manning & Goldblatt (Untergattung Spatalanthus): Sie kommt nur in den Cedarbergen im Westkap vor.[6]
- Romulea tubulosa J.C.Manning & Goldblatt: Sie kommt im Nordkap vor.[10]
- Romulea variicolor Mifsud: Sie kommt in drei Varietäten auf Malta vor.[1]

Es gibt viele Naturhybriden, von denen einige auch als Arten beschrieben wurden.

## Verwendung
Sorten von Romulea bulbocodium werden als Zierpflanzen verwendet.